# Stadstornet, Rijeka
Stadstornet (kroatiska: Gradski toranj, italienska: Torre civica) är ett kulturminnesmärkt torn och byggnad i Rijeka i Kroatien. Det är beläget centralt vid stadens främsta gågata Korzo och dess portal utgör en passage mellan gågatan och Ivan Koblers torg i Gamla stan. Tornet tillkom under medeltiden men har sedan dess tillbyggts och restaurerats i omgångar. Dess nuvarande utseende i barockstil härrör från tillbyggnaden år 1890. Stadstornet är en av Rijekas främsta symboler och sevärdheter.

## Historik och arkitektur
Rijeka var fram till slutet av 1700-talet en befäst stad med stadsmurar. Utanför staden, närmast havet, låg stadens skeppsvarv. Ingången till vad som idag är Gamla stan (Stari grad) i Rijeka gick via den dåtida stadens två stadsportar, Övre porten (Gornjih vrata) eller Havsporten (Vrata od mora). Under medeltiden uppfördes ett torn, troligtvis på grunderna av den forntida Havsporten, och därmed lades grunden till det moderna stadstornet.
År 1446 blev Rijeka en habsburgsk besittning och staden skulle under habsburgarnas styre utvecklas till en viktig hamnstad inom kejsardömet Österrike och sedermera Österrike-Ungern. Det habsburgska styret skulle komma att avspeglas på Stadstornets arkitektoniska utformning. På 1600-talet dekorerades tornet med inskriptioner, vapensköldar och byster av de habsburgska härskarna. Stadstornet höjdes och en klocka sattes dit. Den etniskt blandade men till största delen italiensktalande lokalbefolkningen kallade då tornet för Klocktornet (Torre d’ orologio).
Den 6 juni 1659 godkände kejsar Leopold I Rijekas nya vapensköld. Vapnet bestod av en dubbelörn med huvudena vända åt samma håll stående med ena foten på en klippa och den andra foten på ett kärl ur vilket vatten strömmade. På vapnets nederkant fanns ett band med den latinska devisen "indeficienter" (outtömlig). På Stadstornets framsida finns en relief föreställande vapnet samt inskriptionen "1695".
År 1750 drabbades Rijeka av en förödande jordbävning. Kejsarinnan Maria Teresia tilldelade staden ekonomiska medel för återuppbyggnad och godkände samtidigt en ny stadsplan. I enlighet med stadsplanen skulle Gamla stan förbli oförändrad. I samband med den nya detaljplan fick Stadstornet en ny monumental portal som kröntes med bysterna av kejsarna Leopold I och Karl VI. Den sistnämnde kejsaren hade den 18 mars 1719 tilldelat Rijeka status som frihamn. Bysterna gjordes av den lokale skulptören Antonio Michelazzi. Den 1 juli 1784 fattades beslutet om att en skulptur föreställande stadsvapnet skulle placeras på tornets tak. Skulpturen skulle ersätta en kula med kors som tidigare prytt tornets topp. Konstnären Ludovico Ruppani gavs i uppdrag att utarbeta den nya skulpturen. Samma år fick tornet fyra nya ur, en på var sida. Dessa hade tillverkats i Laibach (nuvarande Ljubljana) och fungerade fram till år 1873 då de ersattes med urverk från den internationella utställningen i Wien. Urverken från år 1873 är sedan dess alltjämt i bruk. År 1801 slutförde arkitekten Antun Gnamba tornets rekonstruktion och år 1890 fick det en kupol ritad av arkitekten Filibert Bazarig.
I samband med uppförandet av kupolen nedmonterades skulpturen från det tidigare taket. En ny skulptur i brons ritad av Vittorio de Marco placerades år 1906 på Stadstornets kupol. Den nya skulpturen som liksom den tidigare föreställde Rijekas stadsvapen skulle något mer än ett decennium senare komma att bli föremål för en politisk dispyt.
Skulpturen från år 1906 föreställande en dubbelörn var 2,2 meter hög, hade en vingbredd på 3 meter och vägde 2 ton. Den placerades på kupolen på Sankt Vitus-dagen den 15 juni 1906. Efter första världskrigets slut år 1918 upplöstes Österrike-Ungern och en politisk dispyt om vem Rijeka skulle tillhöra uppstod mellan Italien och den nyskapade staten Serbernas, kroaternas och slovenernas kungarike. I det politiska vakuum som uppstod besattes Rijeka av den italienska ultranationalisten Gabriele D’Annunzio och hans frikår, de så kallade arditi. Den 4 november 1919 avlägsnade D’Annunzios arditi örnens ena huvud med förevändningen att dubbelörnen var en österrikisk symbol och att en örn med ett huvud var en symbol för romarna. Örnen skulle sedan vara kvar i detta skick fram till år 1949 då de nya jugoslaviska kommunistiska myndigheterna avlägsnade skulpturen med motiveringen att den symboliserade borgerskapet.
År 1983 renoverades och konserverades tornet och efter Kroatiens självständighet från Jugoslavien och kommunismens fall år 1991 höjdes röster för att tornet skulle få en replika av skulpturen som tidigare prydde kupolens tak. År 2016 fattade Rijekas stadsfullmäktige beslut om att en replika skulle tillverkas och placeras på Stadstornets tak vilket år 2016 ännu inte fullbordats.